# Sant'Agata di Puglia
Sant'Agata di Puglia é uma comuna italiana da região da Puglia, província de Foggia, com cerca de 2.323 habitantes. Estende-se por uma área de 115 km², tendo uma densidade populacional de 20 hab/km². Faz fronteira com Accadia, Anzano di Puglia, Candela, Deliceto, Lacedonia (AV), Monteleone di Puglia, Rocchetta Sant'Antonio, Scampitella (AV).

## Demografia
| Variação demográfica do município entre 1861 e 2011                               |
|                                                                                   |
| Fonte: Istituto Nazionale di Statistica (ISTAT) - Elaboração gráfica da Wikipedia |